# Luigi Malabarba
Luigi Malabarba detto Gigi (Gaggiano, 8 dicembre 1951) è un sindacalista e politico italiano.

## Biografia
Dopo aver ottenuto la maturità scientifica nel 1970, ha svolto varie attività lavorative, iscrivendosi alla Facoltà di Lettere e Filosofia dell'Università Statale di Milano (senza poter frequentare ha dato tutti gli esami per "studiare i classici del movimento operaio" e senza interesse per il diploma di laurea). È stato assunto a metà anni '70 come operaio alla catena di montaggio presso la fabbrica Alfa Romeo di Arese, rimanendovi dipendente fino al 2003, quando è cessata definitivamente la produzione. Per 30 anni la sua attività si è concentrata sul sindacato: da sempre delegato del Consiglio di Fabbrica e della FLM unitaria e organizzatore in particolare delle iniziative internazionaliste, dopo aver militato nella CGIL, di cui è stato anche dirigente nella FIOM di Milano e della Lombardia, ha partecipato alla costituzione nel 1990 del Cobas Alfa Romeo e dello Slai Cobas e poi dal 1996 al 2001 è stato coordinatore nazionale del SinCobas. Malabarba è sempre rimasto in produzione anche come dirigente sindacale e nel 1998 ha subito un licenziamento politico che l'ha tenuto fuori dalla fabbrica per un intero anno, fino alla reintegra grazie all'articolo 18 dello statuto dei lavoratori, che sanzionava i licenziamenti senza giusta causa e antisindacali. Perso anche in sede di appello, la FIAT rinuncerà a ricorrere in Cassazione di cui peraltro era già stata decisa la data.
Durante gli anni Ottanta ha coniugato l'impegno sindacale con l'impegno di solidarietà verso le lotte di liberazione in America Latina, fondando la rivista Quetzal e partecipando a varie brigate di lavoro in Nicaragua e in Salvador (durante la dittatura, nel 1999 ha aperto l'agenzia di stampa Inprecor a San Salvador in collaborazione con l'agenzia Salpress legata alla guerriglia del FMLN e alla rete dei preti operai italiani e baschi presenti nella capitale e nelle zone liberate). Nel 1995 ha pubblicato un libro, Dai Cobas al sindacato, con prefazione a firma di Fausto Bertinotti.
Di formazione marxista eretica, trotskista e libertaria, inizia a militare nell'area giovanile del PSIUP e nella sezione "Luglio '60" con intervento sulla Pirelli Bicocca a fine 1967 e successivamente nei Gruppi Comunisti Rivoluzionari (poi diventati Lega Comunista Rivoluzionaria, sezione della IV Internazionale) il cui principale dirigente è stato Livio Maitan; formazione che nel 1989 confluisce in Democrazia Proletaria e poi due anni dopo con essa in Rifondazione Comunista. Dal 2001 è segretario della sezione di fabbrica di Rifondazione. Dopo la candidatura con il PRC alle Elezioni europee del 1999 quando ottiene 8.895 preferenze nella circoscrizione nord-occidentale, risultando primo in tre delle quattro regioni, Malabarba viene eletto Senatore nel 2001 nel collegio di Milano-Ovest abitato da molti operai ed ex operai dell'Alfa. Al Senato della Repubblica durante la XIV Legislatura ricopre l'incarico di capogruppo di Rifondazione Comunista. Nel luglio 2001, durante il G8 di Genova, visse da vicino la dura repressione poliziesca, tra cui i fatti della scuola Diaz, tentando di contrastare la mattanza insieme agli attivisti del Genoa Social Forum fuori dall'edificio poco dopo l'irruzione delle forze dell'ordine: su tale tema, negli anni, ha presentato vari atti parlamentari e scritto diversi articoli con dirette accuse in particolare al Capo della Polizia Giovanni De Gennaro. 
Nella XIV Legislatura è stato anche membro del Comitato Parlamentare di Controllo sui Servizi Segreti. In base a questa esperienza ha pubblicato per le Edizioni Alegre 2001-2006 Segreti e bugie di Stato, il 'partito americano' e l'uccisione di Calipari.
Altra pubblicazione di Malabarba è Il salario sociale (1998), in cui enuncia in chiave marxista un programma di azione del movimento di lotta contro la disoccupazione, nel quadro delle iniziative delle Marce europee contro la disoccupazione e la precarietà sviluppatesi in vari paesi nella seconda metà degli anni '90.
Nel 2005 in occasione del Congresso Nazionale di Rifondazione Comunista è stato il primo firmatario della 4ª mozione Un'altra Rifondazione è possibile che ottenne il 6,5% dei consensi e che poi si costituì in area programmatica con il nome di Sinistra Critica.
Rieletto nella XV legislatura al Senato della Repubblica, nella circoscrizione Liguria, ha rassegnato le dimissioni il 19 luglio 2006, dovute alla sua decisione, assunta prima della candidatura, di favorire l'avvicendamento con Haidi Giuliani nella data simbolica del 20 luglio, ricorrenza della morte del figlio Carlo. Nella seduta pomeridiana del 19 luglio, l'Assemblea del Senato della Repubblica, con votazione a scrutinio segreto, ha respinto le sue dimissioni volontarie, convalidate solo nella seduta dell'11 ottobre 2006, con 186 voti favorevoli e 106 contrari.
Alla conclusione della sua esperienza senatoriale commentò:
Malabarba dimettendosi da senatore è poi tornato dipendente FIAT presso l'Alfa Romeo di Arese, stabilimento chiuso definitivamente durante il suo impiego istituzionale; quindi l'ex-senatore è stato collocato in mobilità come i suoi compagni di lavoro.
Dopo l'uscita da Rifondazione, avvenuta nel dicembre 2007, Malabarba è stato poi uno dei principali dirigenti nazionali del movimento politico Sinistra Critica occupandosi di politiche sociali, economiche e del mondo del lavoro. Nel 2012 in occasione del Congresso Nazionale è tra i firmatari del documento congressuale, a cui però una parte dell'organizzazione propone dei sostanziali emendamenti. In sede di congresso le due posizioni (documento principale ed emendamenti) si eguagliano. Dopo un anno di "convivenza", nel luglio 2013, le due aree decidono in modo consensuale di porre fine all'esistenza di Sinistra Critica. Malabarba sceglie di aderire a Solidarietà Internazionalista, che nel settembre 2013 diventerà Communia Network, nel quadro di un percorso di sperimentazioni per la ricostruzione di un soggetto politico-sociale di classe. Tra queste sperimentazioni, partecipa all'avvio di RiMaflow, fabbrica recuperata di Trezzano sul Naviglio, e successivamente dell'organizzazione nazionale "FuoriMercato - Autogestione in Movimento".